# (13923) Peterhof
(13923) Peterhof (1985 UA5) – planetoida z pasa głównego asteroid okrążająca Słońce w ciągu 4,36 lat w średniej odległości 2,67 j.a. Odkryta 22 października 1985 roku.